# Dagrun Hintze

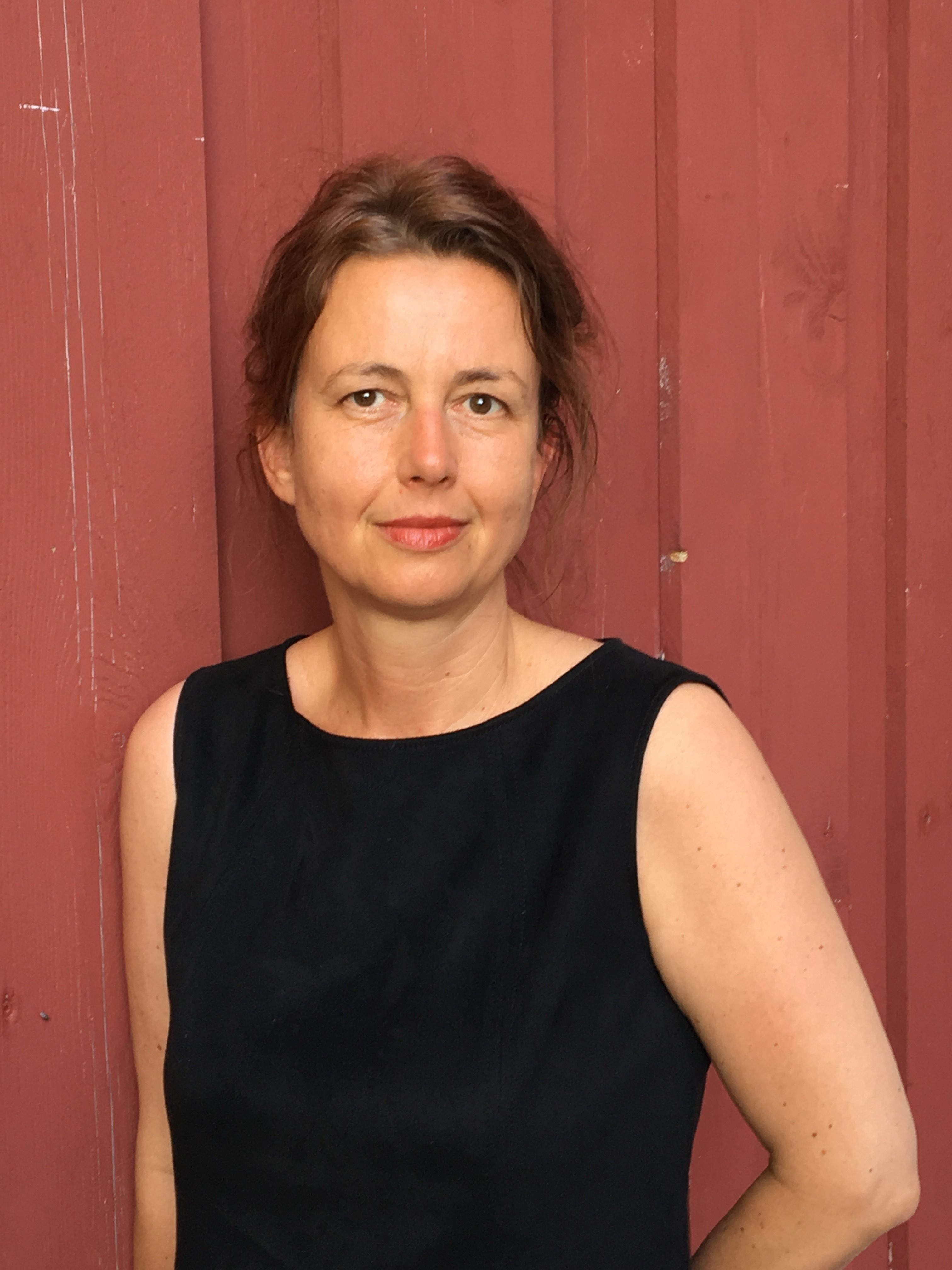
Dagrun Hintze, 2019

Dagrun Hintze (* 1971 in Lübeck) ist eine deutsche Autorin. Sie schreibt Theaterstücke, Lyrik, Prosa und Essays und publiziert außerdem über zeitgenössische Kunst und Dokumentartheater.

## Werdegang
Nach einem Highschoolabschluss in Pasco, Washington, und dem Abitur am Johanneum zu Lübeck studierte Hintze Germanistik, Kunstgeschichte und Theaterwissenschaft in Würzburg und Antwerpen. Im Anschluss war sie als Regieassistentin und Regisseurin am Theater Lübeck und am Staatstheater Kassel engagiert.
Seit 2000 veröffentlicht sie Lyrik und Prosa in Zeitschriften und Anthologien (u. a. Federwelt, Edit, Volltext, EXOT, Lyrikjahrbuch der Deutschen Verlagsanstalt, Hamburger ZIEGEL), seit 2005 regelmäßige Publikationen zur zeitgenössischen Kunst (u. a. bei Revolver, Hatje Cantz, Passagen und Textem), seit 2009 Uraufführungen ihrer Theaterstücke an verschiedenen deutschsprachigen Theatern.
2017 erschien ihr Essayband Ballbesitz – Frauen, Männer und Fußball im mairisch Verlag. Es folgten die Lyrikbände Einvernehmlicher Sex (2018) und Achten laufen (2021) bei Minimal Trash Art, der Prosaband Wer was in welcher Nacht träumte - Erzählungen zu Kunst, Design und Architektur (2019) im Textem Verlag und der Essayband mit Interviews Ostkontakt - Ein deutsch-deutsches Date (2022) im mairisch Verlag.  
Seit 2011 arbeitet Dagrun Hintze als Autorin und Dramaturgin für partizipative Theaterprojekte mit gesellschaftspolitischen Themen. So initiierte und realisierte sie 2017/18 am Hamburger Lichthof Theater das spielzeitübergreifende Projekt Staging Democracy – Die Wiederbelebung einer antiken Idee mit Hamburger Bürgerinnen und Bürgern, das in verschiedenen Formaten mit aleatorischer Demokratie experimentierte. Das Lichthof Theater wurde dafür mit dem Barbara Kisseler Theaterpreis 2018 ausgezeichnet.
Bei So glücklich, dass du Angst bekommst (Theater Chemnitz, Regie: Miriam Tscholl) erzählen drei ehemalige vietnamesische Vertragsarbeiterinnen gemeinsam mit drei Puppenspielerinnen und drei Puppen ihre Lebensgeschichten. Die Produktion und eine dazu entwickelte Comic-App wurden 2023 mit dem ersten Preis des Sächsischen Preises für Kulturelle Bildung Kultur.LEBT.Demokratie ausgezeichnet.
Seit 2017 ist Dagrun Hintze Fußball-Kolumnistin der RBB-Radiosendung Arena. 2019 war sie Gastautorin bei 10 nach 8 auf ZEIT online. Im Sommersemester 2019 hatte sie einen Lehrauftrag für Interdisziplinäre künstlerische Praxis an der UDK Berlin inne. Seit dem Sommersemester 2024 ist sie Dozentin für Kreatives Schreiben an der HAW Hamburg.
Dagrun Hintze ist mit dem Hamburger Galeristen Mathias Güntner verheiratet. Seit 1999 lebt sie als freie Autorin in Hamburg.

## Werke

### Theaterstücke
- Intensivstation, UA am Theater Ulm 2009, (Regie: Fanny Brunner)[6]
- Die Zärtlichkeit der Russen, UA am Staatsschauspiel Dresden 2011 (Regie: Sandra Strunz)[7]
- Damen mit Lift (mit Elisabeth Burchhardt), UA am Ernst Deutsch Theater in Hamburg 2013 (Regie: Adelheid Müther)[8]
- Mischpoke – Eine jüdische Chronik von damals bis heute, UA am Staatsschauspiel Dresden 2015 (Regie: David Benjamin Brückel)[9]
- Samstag in Europa (mit Sedef Ecer), UA am Theater der Stadt Aalen 2016 (Regie: Tina Brüggemann)[10]
- Die schwarze Spinne (Dramatisierung), UA am Theater Kanton Zürich 2017 (Regie: Elias Perrig)[11]
- Düsseldorf First! (mit Miriam Tscholl), UA am Düsseldorfer Schauspielhaus 2018 (Regie: Miriam Tscholl)[12]
- Wir sind die nebelfreie Stadt, UA am Theater der Stadt Aalen 2018 (Regie: Tina Brüggemann)[13]
- Staging Democracy: Das Stück, UA am Lichthof Theater Hamburg 2018 (Regie: Ron Zimmering)[14]
- Kleider machen Leute (nach Gottfried Keller), UA am Theater Kanton Zürich 2019 (Regie: Elias Perrig)[15]
- Rübermachen: Das Stück, UA am Lichthof Theater Hamburg 2020 (Regie: Meera Theunert)[16]
- So glücklich, dass du Angst bekommst, UA am Figurentheater Chemnitz 2021 (Regie: Miriam Tscholl)[17]
- Gutes aus Hamburger Landen, UA am Lichthof Theater Hamburg / Milchhof Reitbrook 2022 (Regie: Hanna Müller)[18]
- Romeo und Julia auf dem Dorfe (nach Gottfried Keller), UA Theater Winterthur / Theater Kanton Zürich 2023 (Regie: Elias Perrig)[19]

### Publikationen zur zeitgenössischen Kunst (Auswahl)
- Gerold Tagwerker, zero 1_2_3_4_5 (mit einem Text von Dagrun Hintze), Revolver - Archiv für aktuelle Kunst, 2006[20]
- Insomnia, benteli, 2011[21]
- Let’s talk about, Textem Verlag 2013[22]
- Christina Zurfluh, Farbtagebuch, Passagen 2014
- Pequod/Manöver des letzten Augenblicks, Textem Verlag 2015[23]
- Boran Burchhardt, Veddel vergolden, 2018[24]
- Jan Köchermann, Frasseks Raumsammler, Kerber 2020[25]
- Katharina Kohl, Personalbefragung / Innere Sicherheit, Revolver Publishing 2020[26]

### Bücher
- Ballbesitz. Frauen, Männer und Fußball, Hamburg, mairisch Verlag 2017[27]
- Einvernehmlicher Sex. 38 Gedichte, Hamburg, Minimal Trash Art 2018[28]
- Wer was in welcher Nacht träumte – Erzählungen zu Kunst, Design und Architektur", Hamburg, Textem Verlag 2019[29]
- Achten laufen. Krisenpoesie, Hamburg, Minimal Trash Art 2021[30]
- Ostkontakt. Ein deutsch-deutsches Date, Hamburg, mairisch Verlag 2022[31]

## Auszeichnungen (Auswahl)
- 2003: Lyrik 2000s-Preis
- 2005: Open Mike
- 2012: Stipendium für einen Arbeitsaufenthalt in der Casa Zia Lina auf Elba
- 2015: Stipendiatin im Künstlerhaus Lauenburg
- 2016: EURODRAM – Übersetzungsempfehlung für Die Zärtlichkeit der Russen
- 2019: Spreewald-Literatur-Stipendium
- 2024: Residenzstipendium im Brecht-Haus in Svendborg, DK